# استان پوئرتو پلاتا
استان پوئرتو پلاتا (به لاتین: Puerto Plata province) یک استان در جمهوری دومینیکن است که در جمهوری دومینیکن واقع شده‌است.
مساحت این استان ۱٬۸۵۲٫۹۰ کیلومتر مربع و جمعیت آن در سال ۲۰۱۴ میلادی ۴۷۰٬۸۳۹ نفر می‌باشد.